# Mario Colautti
Mario Colautti (Tarcento, 26 agosto 1944) è un allenatore di calcio ed ex calciatore italiano.

## Carriera

### Giocatore
Esordì in Serie C con la Tevere di Roma per poi giocare in Serie B con Livorno, Alessandria e Potenza.
Debuttò in Serie A con la maglia del Bari nella stagione 1969-1970. Giocò in totale con i pugliesi tre stagioni, inframezzate da un'esperienza al Taranto in Serie B, prima di approdare all'Ascoli di Costantino Rozzi. Vestì la maglia dei bianconeri marchigiani fino alla fine della propria carriera, conquistando la promozione in massima serie nel 1973-1974 e la salvezza nella successiva stagione, la prima dell'Ascoli in massima divisione. Segna una rete decisiva contro la Lazio campione d'Italia alla quindicesima giornata, su calcio di punizione.
Vanta un totale di 51 presenze in Serie A con le maglie di Bari ed Ascoli.

### Allenatore
Cominciò ad allenare le giovanili della squadra marchigiana, affiancando poi Boškov in prima squadra nel 1984-1985. Allenò il Monopoli in Serie C1 nel 1985-1986 e successivamente il Perugia: fece esordire nelle file degli umbri, con cui vinse il campionato di Serie C2 1987-1988, giocatori come Angelo Di Livio e Fabrizio Ravanelli. Seguì la positiva esperienza al Padova, che sfiorò la promozione in Serie A nel 1990-1991.
Successivamente ha allenato, senza ottenere risultati di prestigio, Messina, Ascoli, Ancona, Padova e, ultima esperienza, l'Arezzo per 6 giornate del campionato 2001-2002.

## Palmarès

### Allenatore

#### Competizioni nazionali
- Campionato italiano Serie C2: 1

Perugia: 1987-1988 (girone C)